# Campeonato Mundial de Atletismo de 2017 - 20 km marcha atlética masculina
A competição da marcha atlética masculina 20 km no Campeonato Mundial de Atletismo de 2017 foi realizada nas ruas de Londres no dia 13 de agosto.Éider Arévalo da Colômbia levou a medalha de ouro. 

## Recordes
Antes da competição, os recordes eram os seguintes:
| Recorde mundial                               | Yūsuke Suzuki (JPN)       | 1:16:36 | Nomi, Japão                | 15 de março de 2015  |
| Recorde do campeonato                         | Jefferson Pérez (ECU)     | 1:17:21 | Seine-Saint-Denis, França  | 23 de agosto de 2003 |
| Recorde do ano                                | Wang Kaihua (CHN)         | 1:17:54 | Huangshan, China           | 4 de março de 2017   |
| Recorde da África                             | Hatem Ghoula (TUN)        | 1:19:02 | Eisenhüttenstadt, Alemanha | 10 de maio de 1997   |
| Recorde da Ásia                               | Yūsuke Suzuki (JPN)       | 1:16:36 | Nomi, Japão                | 15 de março de 2015  |
| Recorde da América do Norte, Central e Caribe | Julio René Martínez (GUA) | 1:17:46 | Eisenhüttenstadt, Alemanha | 8 de maio de 1999    |
| Recorde da América do Sul                     | Jefferson Pérez (ECU)     | 1:17:21 | Seine-Saint-Denis, França  | 23 de agosto de 2003 |
| Recorde da Europa                             | Yohann Diniz (FRA)        | 1:17:02 | Arles, França              | 8 de março de 2015   |
| Recorde da Oceania                            | Nathan Deakes (AUS)       | 1:17:33 | Cixi, China                | 23 de abril de 2015  |

## Medalhistas
| Ouro                | Prata             | Bronze            |
| Éider Arévalo (COL) | Sergey Shirobokov | Caio Bonfim (BRA) |

## Tempo de qualificação
| Tempo de qualificação |
| --------------------- |
| 1:24:00               |

## Calendário
| Data                 | Horário | Fase  |
| -------------------- | ------- | ----- |
| 13 de agosto de 2017 | 14:19   | Final |

Todos os horários estão no horário local (UTC+1)

## Resultado final
A final da prova ocorreu dia 13 de agosto às 14:19. 
| Pos.              | Nome                    | Nacionalidade               | Tempo   | Notas                |
| ----------------- | ----------------------- | --------------------------- | ------- | -------------------- |
| Medalha de ouro   | Éider Arévalo           | Colômbia                    | 1:18:53 | Recorde nacional     |
| Medalha de prata  | Sergey Shirobokov       | Atletas Neutros Autorizados | 1:18:55 |                      |
| Medalha de bronze | Caio Bonfim             | Brasil                      | 1:19:04 | Recorde nacional     |
| 4                 | Lebogang Shange         | África do Sul               | 1:19:18 | Recorde nacional     |
| 5                 | Christopher Linke       | Alemanha                    | 1:19:21 |                      |
| 6                 | Dane Bird-Smith         | Austrália                   | 1:19:28 | Recorde pessoal      |
| 7                 | Wang Kaihua             | China                       | 1:19:30 |                      |
| 8                 | Álvaro Martín           | Espanha                     | 1:19:41 | Recorde da temporada |
| 9                 | Alberto Amezcua         | Espanha                     | 1:19:46 | Recorde pessoal      |
| 10                | Miguel Ángel López      | Espanha                     | 1:19:57 | Recorde da temporada |
| 11                | Isamu Fujisawa          | Japão                       | 1:20:04 |                      |
| 12                | Artur Brzozowski        | Polónia                     | 1:20:33 | Recorde pessoal      |
| 13                | Diego García            | Espanha                     | 1:20:34 | Recorde pessoal      |
| 14                | Eiki Takahashi          | Japão                       | 1:20:36 |                      |
| 15                | Nils Brembach           | Alemanha                    | 1:20:42 | Recorde pessoal      |
| 16                | Giorgio Rubino          | Itália                      | 1:20:47 | Recorde da temporada |
| 17                | Hagen Pohle             | Alemanha                    | 1:20:53 | Recorde da temporada |
| 18                | Brian Pintado           | Equador                     | 1:21:17 | Recorde pessoal      |
| 19                | Jin Xiangqian           | China                       | 1:21:24 |                      |
| 20                | Damian Błocki           | Polónia                     | 1:21:29 | Recorde pessoal      |
| 21                | Erick Barrondo          | Guatemala                   | 1:21:34 | Recorde da temporada |
| 22                | Aliaksandr Liakhovich   | Bielorrússia                | 1:21:39 |                      |
| 23                | Irfan Kolothum Thodi    | Índia                       | 1:21:40 |                      |
| 24                | Kévin Campion           | França                      | 1:21:46 |                      |
| 25                | Francesco Fortunato     | Itália                      | 1:22:01 | Recorde pessoal      |
| 26                | Kim Hyun-sub            | Coreia do Sul               | 1:22:08 |                      |
| 27                | Ruslan Dmytrenko        | Ucrânia                     | 1:22:26 | Recorde da temporada |
| 28                | Mauricio Arteaga        | Equador                     | 1:22:28 | Recorde da temporada |
| 29                | Marius Žiūkas           | Lituânia                    | 1:22:38 |                      |
| 30                | Samuel Gathimba         | Quênia                      | 1:22:52 | Recorde da temporada |
| 31                | Choe Byeong-kwang       | Coreia do Sul               | 1:22:54 | Recorde da temporada |
| 32                | Ivan Losyev             | Ucrânia                     | 1:23:03 | Recorde da temporada |
| 33                | César Augusto Rodríguez | Peru                        | 1:23:05 | Recorde pessoal      |
| 34                | Wang Rui                | China                       | 1:23:09 |                      |
| 35                | Jesús Tadeo Vega        | México                      | 1:23:10 | Recorde da temporada |
| 36                | Georgiy Sheiko          | Cazaquistão                 | 1:23:11 |                      |
| 37                | Perseus Karlström       | Suécia                      | 1:23:36 |                      |
| 38                | Daisuke Matsunaga       | Japão                       | 1:23:39 |                      |
| 39                | Yerko Araya             | Chile                       | 1:23:46 |                      |
| 40                | José Alejandro Barrondo | Guatemala                   | 1:23:47 |                      |
| 41                | Callum Wilkinson        | Grã-Bretanha                | 1:23:54 |                      |
| 42                | Alexandros Papamichail  | Grécia                      | 1:23:56 |                      |
| 43                | Pedro Daniel Gómez      | México                      | 1:24:11 |                      |
| 44                | Anatole Ibáñez          | Suécia                      | 1:24:23 | Recorde da temporada |
| 45                | Ersin Tacir             | Turquia                     | 1:24:43 |                      |
| 46                | Juan Manuel Cano        | Argentina                   | 1:24:49 |                      |
| 47                | Manuel Esteban Soto     | Colômbia                    | 1:24:56 |                      |
| 48                | Matteo Giupponi         | Itália                      | 1:25:20 | Recorde da temporada |
| 49                | Dzmitry Dziubin         | Bielorrússia                | 1:25:41 |                      |
| 50                | Devender Singh          | Índia                       | 1:25:47 |                      |
| 51                | Benjamin Thorne         | Canadá                      | 1:26:56 |                      |
| 52                | José María Raymundo     | Guatemala                   | 1:27:09 |                      |
| 53                | Jakub Jelonek           | Polónia                     | 1:27:43 |                      |
| 54                | Ganapathi Krishnan      | Índia                       | 1:28:32 |                      |
| 55                | Serhiy Budza            | Ucrânia                     | 1:29:25 |                      |
| 56                | Rhydian Cowley          | Austrália                   | 1:30:40 |                      |
| 57                | Kim Dae-ho              | Coreia do Sul               | 1:30:41 |                      |
| 58                | Mert Atlı               | Turquia                     | 1:31:26 |                      |
| 59                | Salih Korkmaz           | Turquia                     | DNF     |                      |
| 59                | Eder Sánchez            | México                      | DNF     |                      |
| 59                | Simon Wachira           | Quênia                      | DNF     |                      |
| 60                | Tom Bosworth            | Grã-Bretanha                | DSQ     | 230.6(a)             |
| 60                | Alex Wright             | Irlanda                     | DSQ     | 230.6(a)             |
| 60                | Richard Vargas          | Venezuela                   | DSQ     | 230.6(a)             |

Legenda
| Recorde mundial       | Recorde mundial (World record)               |                       | Recorde africano                      | Recorde africano (African) |                                           | Q | Classificado por posição (Qualified) |
| Recorde do campeonato | Recorde do campeonato (Championship record)  | Recorde da América    | Recorde da América (Americas)         | q                          | Classificado por melhor tempo (Qualified) |   |                                      |
| Melhor marca do ano   | Melhor marca do ano (World leading)          | Recorde asiático      | Recorde asiático (Asian)              | DNS                        | Não largou (Did not start)                |   |                                      |
| Recorde nacional      | Recorde nacional (National record)           | Recorde europeu       | Recorde europeu (European)            | DNF                        | Não terminou (Did not finish)             |   |                                      |
| Recorde pessoal       | Recorde pessoal do atleta (Personal best)    | Recorde da Oceania    | Recorde da Oceania (Oceania)          | DSQ / DQ                   | Desclassificado (Disqualified)            |   |                                      |
| Recorde da temporada  | Recorde da temporada do atleta (Season best) | Recorde sul-americano | Recorde sul-americano (South America) | NM                         | Sem marca (No mark)                       |   |                                      |